# Szvinyarevce
Szvinyarevce (horvátul: Svinjarevci) falu Horvátországban, Vukovár-Szerém megyében. Közigazgatásilag Bogdánfalvához tartozik.

## Fekvése
Vukovártól légvonalban 11, közúton 13 km-re délre, községközpontjától légvonalban 10, közúton 18 km-re délkeletre, a Nyugat-Szerémségben fekszik. A település hét utcából áll: Vukovarska, Nova Ulica, Grbak, Crkvena, Josip Ban Jelačić, Braća Radić és Sv. Martin.

## Története
A régészeti leletek tanúsága szerint a falu területe már az őskorban is lakott volt. A belterülettől délkeletre egy kis patakocska feletti magas platón, a Berakra menő út mellett, a „Svetinje” nevű helyen talajművelés során a vučedoli kultúra kerámiái kerültek elő a földből. Ugyanitt középkori kerámiákat is találtak. A „Svetinje” név arra enged következtetni, hogy itt a középkoriban szakrális épület és temető feküdt. A falu központjától 2 km-re keletre a „Studenac” nevű lelőhelyen régészeti terepbejárás során számos bronzkori és vaskori vakolatdarabot és kerámiatárgyat találtak. Mindez ebben korszakban lakott település csalhatatlan bizonyítéka. A falutól keletre fekvő „Šarviz-Parloge” lelőhelyen egy útépítést megelőzően 1895-ben végeztek régészeti ásatást. Ennek során 60 sírt tártak fel a Bijelo Brdo-kultúra tárgyi mellékleteivel, valamint Árpád-kori ezüstpénzekkel, melyek az 1060 és 1095 közötti időszakból származnak. A középkori települést nem sikerült a korabeli falunevekkel azonosítani.
A mai település valószínűleg a török uralom idején keletkezett. Lakói muzulmánok voltak. A török uralom alól 1691-ben szabadult fel végleg. A török kiűzése után elnéptelenedett, majd a 18. században Boszniából sokácokat telepítettek be. A 19. században a Bácskából német családok települtek ide. Előbb kamarai birtok volt, majd a vukovári uradalom részeként rövid ideig a Kuffstein, majd 1736-tól az Eltz család volt a birtokosa.
Az első katonai felmérés térképén „Sviniarovcze” néven található. Lipszky János 1808-ban Budán kiadott repertóriumában „Szvinyarevcze” néven szerepel. Nagy Lajos 1829-ben kiadott művében „Szvinyarevcze” néven 74 házzal, 494 katolikus és 20 ortodox vallású lakossal találjuk.
A településnek 1857-ben 500, 1910-ben 771 lakosa volt. Szerém vármegye Vukovári járásához tartozott. Az 1910-es népszámlálás adatai szerint lakosságának 46%-a horvát, 45%-a német, 8%-a magyar anyanyelvű volt. A település az első világháború után az új szerb-horvát-szlovén állam, majd később (1929-ben) Jugoszlávia része lett. 1941 és 1945 a Független Horvát Államhoz tartozott, majd a szocialista Jugoszlávia fennhatósága alá került. A második világháború végén a német lakosság nagy része elmenekült a partizánok elől. Az itt maradtakat a kommunista hatóságok kollektív háborús bűnösökké nyilvánították, minden vagyonuktól megfosztották és munkatáborba zárták. Az életben maradtakat később Németországba és Ausztriába telepítették ki. 1946-ban az ország más részeiről, főként Dalmáciából szállítottak ide, többségben szerb családokat, akik megkapták az elűzött németek házait. 1964-től Boszniából, főként Jajca vidékéről horvát családok érkeztek.  1991-től a független Horvátország része. 1991-ben lakosságának 69%-a horvát, 24%-a szerb nemzetiségű volt. A településnek 2011-ben 386 lakosa volt.

## Gazdaság
A helyi gazdaság alapja a mezőgazdaság és az állattenyésztés. 

## Népessége

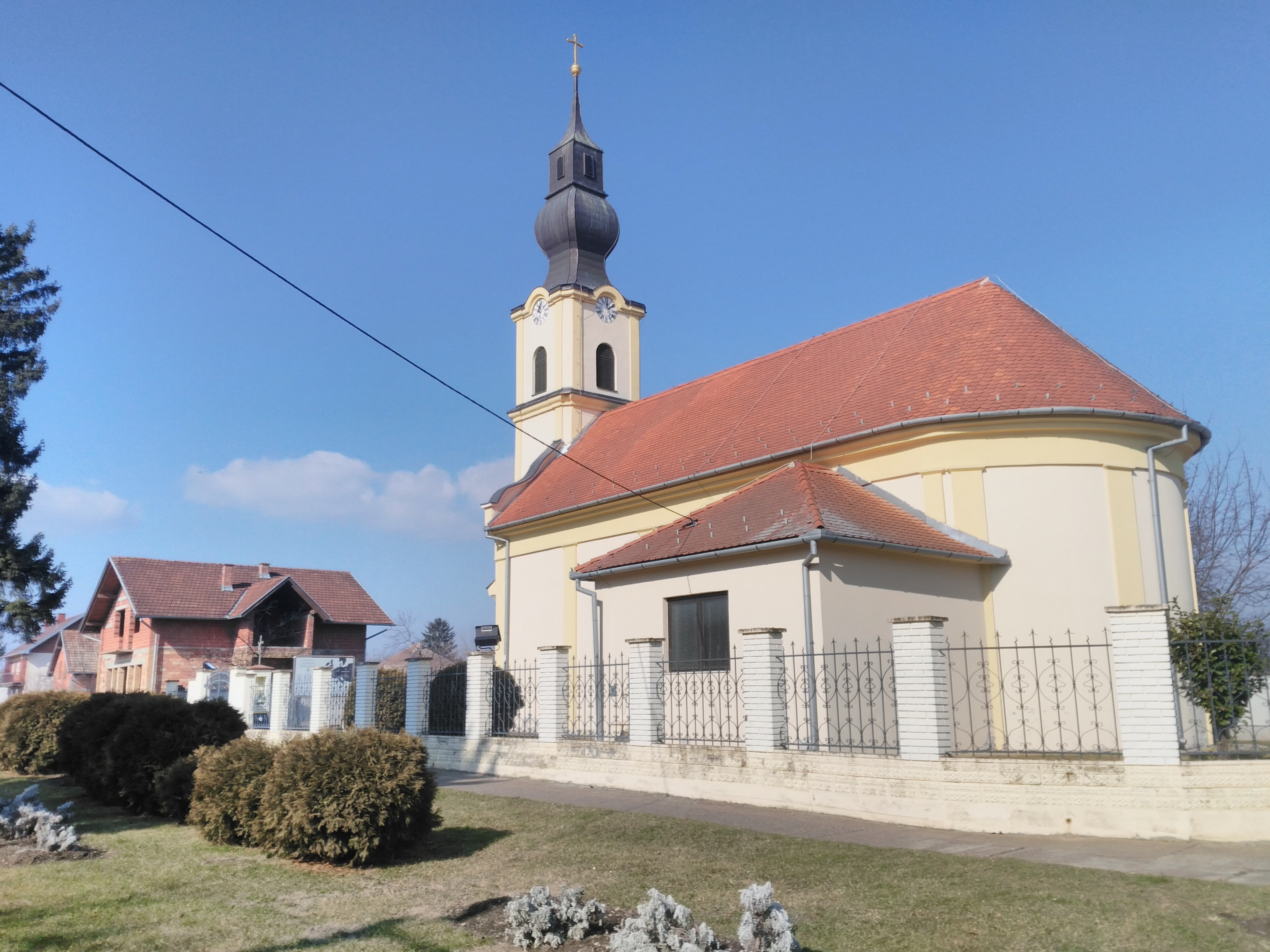
A Szent Márton templom

| Lakosság változása | Lakosság változása | Lakosság változása | Lakosság változása | Lakosság változása | Lakosság változása | Lakosság változása | Lakosság változása | Lakosság változása | Lakosság változása | Lakosság változása | Lakosság változása | Lakosság változása | Lakosság változása | Lakosság változása | Lakosság változása |
| ------------------ | ------------------ | ------------------ | ------------------ | ------------------ | ------------------ | ------------------ | ------------------ | ------------------ | ------------------ | ------------------ | ------------------ | ------------------ | ------------------ | ------------------ | ------------------ |
| 1857               | 1869               | 1880               | 1890               | 1900               | 1910               | 1921               | 1931               | 1948               | 1953               | 1961               | 1971               | 1981               | 1991               | 2001               | 2011               |
| 500                | 610                | 691                | 760                | 726                | 771                | 760                | 810                | 851                | 838                | 917                | 912                | 750                | 765                | 575                | 386                |

## Nevezetességei
Szent Márton tiszteletére szentelt római katolikus temploma az ivanóci plébánia filiája.

## Kultúra
A KUD „Dukat” Svinjarevci kulturális és művészeti egyesületet 1974-ben alapították. Eredeti neve „Bratstvo i Jedinstvo” volt. Nevét a horvátországi függetlenségi háború idején változtatta meg.

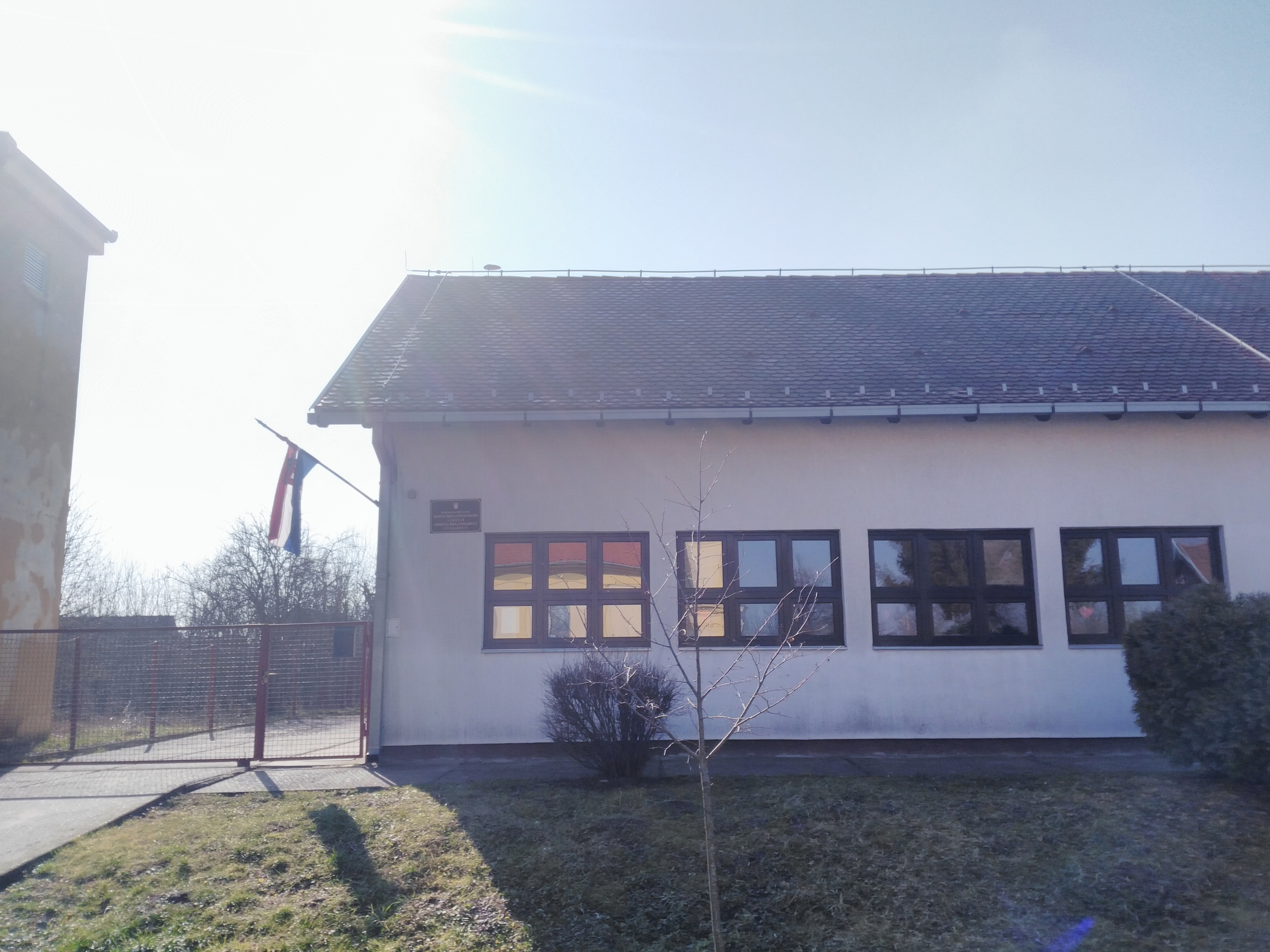
Az iskola épülete

## Oktatás
A településen a vukovári Antun Bauer általános iskola területi iskolája működik.

## Sport
Az NK Mladost Svinjarevci labdarúgóklubot 1950-ben alapították. A következő évben a klub megszervezte első labdarúgótornáját. A klub 2008-ban egy sikertelen szezon után beszüntette működését. 2010-ben megújította tevékenységét a megyei 3. ligában.

## Egyesületek
- A DVD Svinjarevci önkéntes tűzoltó egyesületet 1928-ban alapították.

- A „Fazan” vadásztársaságot 1947-ben alapították.

- Az UŽ Svinjarevci nőegyesületet 2008-ban alapították.